# You Make It Feel like Christmas (singolo)
You Make It Feel Like Christmas è un singolo della cantante statunitense Gwen Stefani, pubblicato nel 2017 ed estratto dall'omonimo album natalizio. La canzone vede la partecipazione vocale di Blake Shelton.

## Descrizione
La canzone è stata scritta dagli stessi interpreti insieme a Justin Tranter e busbee, quest'ultimo anche produttore del brano assieme a Eric Valentine. Il brano è stato registrato nel corso dell'estate del 2017 quando la cantante, dopo la pubblicazione del terzo album in studio This Is What the Truth Feels Like, esprime il desiderio alla Interscope Records di incidere l'album natalizio. Il brano viene presentato l'8 settembre 2017 insieme all'intero progetto discografico dallo stesso titolo.
Musicalmente, You Make It Feel Like Christmas è un'allegra canzone di Natale pop country con un testo romantico. Secondo Musicnotes.com, la tonalità del brano è in Do maggiore, con la gamma vocale della Stefani che si estende per quasi un'intera ottava, da C3 a E5.

## Accoglienza
Allan Raible di ABC News ha ammirato il fascino retrò della canzone, definendola una risorsa, affermando che il progetto mostra come "Shelton viene accolto nel mondo di Gwen, senza sembrare fuori posto". Randy Lewis del Los Angeles Times ha apprezzato la collaborazione, scrivendo che è "dolcemente romantica", sottolineandone anche un'ovvia scelta commerciale per il rapporto di coppia altamente pubblicizzato. Mike Nied di Idolator è stato altrettanto positivo, suggerendo che "potrebbe avere qualcosa che sarà all'altezza del classico 'All I Want for Christmas Is You' di Mariah Carey del 1994".
Rob Copsey, redattore della Official Charts Company, ha apprezzato la decisione di Gwen Stefani di sottolineare l'importanza della famiglia nella canzone. Ha descritto la canzone come un classico moderno e ha detto: "C'è la giusta quantità di dolcezza e di allegria festiva country-pop, quindi aspettatevi di vederla riapparire nei prossimi anni".
Chris Willman di Variety ha confermato che You Make It Feel Like Christmas sancisce la prova che Shelton e Stefani dovrebbero tenere "separate le loro carriere" criticando aspramente il brano. Similmente David Smyth degli Evening Standard è stato positivo sull'album in generale, ma ha considerato la canzone meno considerevole e da ricordare nelle festività future.

## Tracce
- Download digitale

1. You Make It Feel Like Christmas – 2:37

## Classifiche
| Classifica (2017-23)           | Posizione massima |
| ------------------------------ | ----------------- |
| Austria                        | 32                |
| Belgio (Fiandre)               | 10                |
| Belgio (Vallonia)              | 19                |
| Canada Adult Contemporary      | 2                 |
| Croazia                        | 14                |
| Finlandia                      | 71                |
| Germania                       | 33                |
| Irlanda                        | 57                |
| Polonia                        | 43                |
| Scozia                         | 57                |
| Slovacchia                     | 33                |
| Svizzera                       | 44                |
| Regno Unito                    | 71                |
| Stati Uniti Adult Contemporary | 9                 |
| Stati Uniti Holiday Hot 100    | 37                |